# Craspedolepta subpunctata
Craspedolepta subpunctata är en insektsart som först beskrevs av W. Foerster 1848.  Craspedolepta subpunctata ingår i släktet Craspedolepta och familjen rundbladloppor. Inga underarter finns listade i Catalogue of Life.